# 27776 Cortland
27776 Cortland (1992 DH1) là một tiểu hành tinh vành đai chính bên trong được phát hiện ngày 25 tháng 2 năm 1992 bởi C. S. Shoemaker và D. H. Levy ở Palomar.